# Alexei Nikolajewitsch Leontjew
Alexei Nikolajewitsch Leontjew (Leont'ev) (russisch Алексе́й Никола́евич Лео́нтьев; * 5. Februarjul. / 18. Februar 1903greg. in Moskau; † 21. Januar 1979 ebenda) war einer der frühen sowjetischen Psychologen. Er entwickelte die Tätigkeitstheorie auf Grundlage einer marxistischen Psychologie als Antwort auf den Behaviorismus und die Pawlowisierung der sowjetischen Psychologie. Mit Leontjew ist die Untersuchung der historisch konkreten, gesellschaftlichen Bedingungen für die Entwicklung der Individuen zur Priorität für die psychologische Analyse und Forschung geworden. Er wandte sich gegen Vererbungs-, Instinkt- und Reflextheorien.

## Herkunft und Ausbildung
Alexei Leontjews Leben war eng mit der Moskauer Staatlichen Lomonossow-Universität  (MGU) verbunden. Im Jahr 1921 begann er sein Studium an der historisch-philologischen Fakultät der Universität. Zur historisch-philologischen Fakultät gehörte damals auch ein Fachbereich für Philosophie, an dem Georgi Tschelpanow Psychologie lehrte, und Leontjew studierte bei ihm Psychologie. Im Jahr 1924 machte Leontjew seinen Abschluss an der späteren Fakultät für Sozialwissenschaften.

## Werdegang
Von 1924 bis 1930 arbeitete Leontjew mit den Psychologen Lew Wygotski (1896–1934) und Alexander Lurija (1902–1977) zusammen. Die Gruppe entwickelte eine neue Theorie als Antwort auf die damals in Russland vorherrschende Fixierung auf das Reiz-Reaktions-Modell als Erklärung für menschliches Verhalten. Gemeinsam mit Wygotski und Lurija war er einer der Begründer der als Kulturhistorische Schule bekannt gewordene Theorie in der sowjetischen Psychologie. Er arbeitete noch einige Zeit mit Wygotski zusammen, aber schließlich trennten sich ihre Wege, obwohl sie weiterhin über wissenschaftliche Fragen miteinander kommunizierten. Leontjew verließ im Jahr 1931 Wygotskis Gruppe in Moskau und lehrte bis 1934 am Lehrstuhl für Psychologie an der Universität in Charkiw, Ukraine. Dort wandte er sich von der Untersuchung von Sprache und Bedeutung ab und widmete sich stärker der Untersuchung der Arbeit als primärer Tätigkeit, aus der sprachliche Tätigkeit erwächst.

### Tätigkeitstheorie
Als eine seiner bedeutendsten Leistungen gilt die Formulierung der Tätigkeitstheorie, in der Leontjew im Gegensatz zum Reiz-Reaktions-Modell von Pawlow, quasi wie ein Psychoanalytiker analytisch zwischen Tätigkeit (Motiv), Handlung (Ziel) und Operation (Aufgabe) unterschied. Die Tätigkeitstheorie ist eine psychologische Theorie, die in den 1930er Jahren in Charkiw von Leontjew und Mitarbeitern entwickelt wurde. Sie ist eine Weiterentwicklung der Arbeiten, welche in den 1920er Jahren in Moskau im Rahmen der heute als Kulturhistorische Schule bekannten Arbeitszusammenhänge um Wygotski, Lurija und Leontjew entstanden. Leontjew kehrte 1934 nach Moskau zurück. Aus der Perspektive der kulturhistorischen Methode, in deren Zentrum die Neubestimmung des historisch bedingten und historisch handelnden Subjekts steht, wandte er sich gegen Vererbungs-, Instinkt- und Reflextheorien. Sein wissenschaftliches Interesse galt der Untersuchung der geschichtlichen Herausbildung des Psychischen im Verhältnis zur Spezifik menschlicher Tätigkeit.
In der Zeit des Zweiten Weltkrieges arbeitet er eng mit Lurija an Problemen der Regeneration motorischer Funktionen und widmet sich intensiver den physiologischen Hirnprozessen. Nach dem Erscheinen seines Buches Abriß der Entwicklung des Psychischen 1947 wurde ihm vorgeworfen, die Arbeiten Stalins, Lenins und Pawlows zu wenig gewürdigt, und westlichen Psychologen zu viel Raum gegeben zu haben. Leontjew hielt jedoch daran fest, dass Pawlows Theorie der höheren Nerventätigkeit für eine Analyse der gesellschaftlichen Bedingtheit des Psychischen nicht ausreiche. Seine zahlreichen experimentellen, theoretischen und methodologischen Beiträge befassen sich mit Forschung auf den Gebieten Gedächtniss, Wahrnehmung, Denken, des biologischen und kulturellen Ursprungs des Psychischen, der Persönlichkeitsentwicklung sowie der Pädagogischen Psychologie.
Nach Stalins Tod 1953 wurde die Dogmatisierung der Pawlowschen Theorie zurückgedrängt und unter Chruschtschow die Kulturhistorische Schule, wie auch andere zu Pawlow oppositionelle Theorien, bspw. die Forschungen von Nikolai Bernstein und Pjotr Anochin, rehabilitiert. In der Philosophie blieb allerdings die eingefahrene Denkweise bestehen, lediglich Stalins Personenkult und der Terror der Jahre 1935 bis 1938 gerieten in die Kritik. Unter Chruschtschow wurde nun, bedingt durch die Öffnung der Sowjetunion zum Ausland, Wissenschaft und Technik bedeutend gefördert. In diesen Jahren wurde die Psychologie als eigenständige Wissenschaft anerkannt und erhielt 1955 ihr eigenes Publikationsorgan. Die Forderung nach Orientierung an russischen Traditionen, die Pawlowisierung der sowjetischen Psychologie, stand nicht mehr im Vordergrund. Leontjews Leistung konnte nun gewürdigt werden. So gelang es Leontjew erst nach Stalins Tod seine Position durchzusetzen und damit einhergehend auch die der kulturhistorischen Theorie. Nach dem Tod von Sergei Rubinstein im Jahr 1960 nahm sein Einfluss noch weiter zu.
Die höchste wissenschaftliche Auszeichnung der UdSSR, den Leninpreis, erhielt er 1963 für sein Werk "Probleme der Entwicklung des Psychischen". 1966 wurde Leontjew der erste Dekan der neu gegründeten Fakultät für Psychologie an der Lomonossow-Universität, wo er bis zu seinem Tod lehrte. 1968 wurde er Vorsitzender des sowjetischen Psychologenverbandes. In seinen späten Jahren befasste er sich mit Psycholinguistik. Er starb im Januar 1979 an einem Herzinfarkt.
In der Bundesrepublik Deutschland hatte Leontjews Theorie maßgeblichen Einfluss auf die Entwicklung der marxistisch orientierten Kritischen Psychologie von Klaus Holzkamp und die Materialistische Behindertenpädagogik von Wolfgang Jantzen und Georg Feuser.

## Privates
Der Philologe und Psychologe Alexei Leontjew (1936–2004) war sein Sohn, der Psychologe Dmitri Leontjew (* 1960) ist sein Enkel.

## Schriften (Auswahl)
Deutsche Ausgaben
- Leont’ev: Probleme der Entwicklung des Psychischen. Berlin: Volk und Wissen (1964)
- 1981: Psychologie des Abbilds. In: Forum Kritische Psychologie, Bd. 9/1981, 5–19.
- 1982: Tätigkeit, Bewusstsein, Persönlichkeit. Köln: Pahl-Rugenstein.
- 1984: Der allgemeine Tätigkeitsbegriff. In: Alexej A. Leontjew u. a. (1984): Grundfragen einer Theorie der sprachlichen Tätigkeit. Stuttgart: Kohlhammer, 13–30.
- 2001: Frühschriften. Berlin: Pro Business.
- 2012: Tätigkeit – Bewusstsein – Persönlichkeit. (Vollständig überarbeitete Übersetzung). Berlin: Lehmanns Media